# She's Beautiful When She's Angry
Pour plus de détails, voir Fiche technique et Distribution.
She's Beautiful When She's Angry est un film documentaire américain réalisé par Mary Dore, sorti en 2014.

## Synopsis
Le film s'intéresse aux femmes impliquées dans la deuxième vague du féminisme aux États-Unis, entre 1966 et 1971,.

## Fiche technique
- Titre : She's Beautiful When She's Angry
- Réalisation : Mary Dore
- Producteurs : Mary Dore et  Nancy Kennedy
  - Coproducteurs : Abigail Disney, Geralyn White Dreyfous et Gini Reticker
  - Producteurs exécutifs : Pamela Tanner Boll et Elizabeth Driehaus
- Musique : Mark De Gli Antoni
- Photographie : Svetlana Cvetko
- Montage : Nancy Kennedy et Kate Taverna
- Pays d'origine : États-Unis
- Langue originale : anglais
- Durée : 92 min
- Format : couleur
- Genre : documentaire

## Féministes interviewées
Par ordre alphabétique :
- Chude Pam Allen (en)
- Alta (poétesse) (en)
- Judith Arcana (en)
- Nona Willis Aronowitz (en)
- Frances M. Beal (en)
- Heather Booth
- Rita Mae Brown
- Susan Brownmiller
- Linda Burnham (en)
- Jacqui Ceballos (en)
- Mary Jean Collins
- Roxanne Dunbar-Ortiz
- Susan Griffin
- Muriel Fox (en)
- Jo Freeman
- Carol Giardina
- Karla Jay
- Kate Millett
- Eleanor Holmes Norton
- Denise Oliver-Vélez (en)
- Trina Robbins
- Ruth Rosen (en)
- Vivian Rothstein (en)
- Marlene Sanders (en)
- Alix Kates Shulman
- Ellen Shumsky (en)
- Marilyn Webb (en)
- Virginia Whitehill (en)
- Ellen Willis
- Alice Wolfson
- Les femmes du collectif : Our Bodies, Ourselves

## Réception critique
Sur Rotten Tomatoes, She's Beautiful When She's Angry reçoit 95% d'avis positifs pour 38 critiques.